# Маленька міс Гувер
Маленька міс Гувер (англ. Little Miss Hoover) — американський німий романтичний фільм режисера Джона С. Робертсона з Маргеріт Кларк у головній ролі. В основу сюжету покладено роман «Золотий птах» авторства Марії Томпсон Девісс. Фільм на 35 мм плівці зберігається в Бібліотеці Конгресу.

## В ролях
- Маргеріт Кларк[en] — Ненсі Креддок
- Ежен Обрін[en] — майор Адам Болдуін
- Альфред Гікмен — Метью Беррі
- Форрест Робінсон — полковник Вільям Креддок
- Гел Рейд[en] — майор Дж. Креддок
- Франсс Кай — Поллі Бізлі
- Джон Тенсі[en] — Бад
- Дж. М. Мейсон — Сайлас Бізлі
- Дж. Дж. Вільямс — Рестус